# Stannar du så springer jag
Stannar du så springer jag är en svensk komedifilm från 1995 med regi och manus av Gunila Ambjörnsson. I rollerna ses bland andra Kim Anderzon, Johan Rabaeus och Staffan Kihlbom.

## Om filmen
Inspelningen ägde rum sommaren 1994 i Stockholm med Håkan Holmberg som fotograf och Anita Oxburgh som producent. Ale Möller komponerade filmmusiken och Jean-Frédéric Axelsson var klippare. Filmen premiärvisades den 17 november 1995 på flera biografer runt om i Sverige. Den har även getts ut på video (1996) samt visats tre gånger av Sveriges Television.
Filmen gillades inte av kritikerna.

## Handling
Anna är en frånskild 45-årig kvinna som längtar efter att träffa en man.

## Rollista
- Kim Anderzon – Anna
- Johan Rabaeus – Sten
- Staffan Kihlbom – Peo
- Matti Boustedt – Mats
- Tomas Laustiola – Erik
- Basia Frydman – Lisa
- Pia Johansson – Maggan
- Sait Eser – Hapsun
- Moa Elf Karlén – Frida
- Henric Holmberg – Erik 2
- Anna Linnros – Maja
- Margreth Weivers – damen på Fasching
- Valter Unefäldt – hennes man
- Hugo Álvarez – torghandlaren
- Barbro Kollberg – damen på kajkaféet
- EwaMaria Björkström-Roos – akupunktören
- Gudrun Henricsson – damen i trappan
- Isabella Johansson – ung tjej på bio
- Mozart Andrezon – katt
- Leslie Fuchs – övrig medverkande
- Maarja Talgre – övrig medverkande
- Gudrun Schyman – övrig medverkande